# Anneta Kyridou
Anneta Kyridou (grekiska: Αννέτα Κυρίδου), född 30 oktober 1998 i Thessaloniki, är en grekisk roddare. Hennes syster, Maria Kyridou, är också en roddare.

## Karriär
2015 slutade Kyridou sexa i scullerfyra vid U23-VM i rodd. 2016 tog hon silver i dubbelsculler vid både junior-EM och junior-VM. Vid U23-VM 2017 tog Kyridou brons tillsammans med Dimitra-Sofia Tsamopoulou i dubbelsculler. Senare samma år slutade hon på 12:e plats i dubbelsculler vid VM. År 2018 tävlade Kyridou tillsammans med Sofia Asoumanaki vid U23-VM, där de slutade på fjärde plats. Vid EM 2018 slutade hon på nionde plats i fyra utan styrman.
År 2019 slutade Kyridou sexa i dubbelsculler vid EM. Därefter tog hon guld tillsammans med Dimitra-Sofia Tsamopoulou vid U23-VM. De båda skulle senare under säsongen tävla vid VM i Linz-Ottensheim, men Tsamopoulou råkade ut för en skada. Kyridou tävlade med en ny partner i dubbelsculler vid VM och de slutade på 18:e plats. Därefter tog hon guld i singelsculler vid U23-EM.
År 2020 försvarade Kyridou sin titel i singelsculler vid U23-EM. Vid EM 2020 tog hon brons efter att slutat bakom Sanita Pušpure och Magdalena Lobnig. Vid olympiska sommarspelen 2020 i Tokyo slutade Kyridou på fjärde plats i B-finalen i singelsculler, vilket var totalt 10:e plats i tävlingen.

## Internationella tävlingar
- 2015: 6:plats i scullerfyra vid U23-VM
- 2016: Silver i dubbelsculler vid junior-EM
- 2016: Silver i dubbelsculler vid junior-VM
- 2017: Brons i dubbelsculler vid U23-VM
- 2017: 12:e plats i dubbelsculler vid VM
- 2018: 4:e plats i dubbelsculler vid U23-VM
- 2018: 9:e plats i fyra utan styrman vid EM
- 2019: 6:e plats i dubbelsculler vid EM
- 2019: Guld i dubbelsculler vid U23-VM
- 2019: 18:e plats i dubbelsculler vid VM
- 2019: Guld i singelsculler vid U23-EM
- 2020: Guld i singelsculler vid U23-EM
- 2020: Brons i singelsculler vid EM
- 2021: 10:e plats i singelsculler vid OS 2020